# لوتشيانو كزافييه لشبونة
لوتشيانو كزافييه لشبونة (23 يوليو 1987 في البرازيل - ) هو لاعب كرة قدم برازيلي في مركز الوسط. لعب مع أتلتيكو مينييرو ونادي شيروكي برييغ ونادي سي آر بي وFC Cascavel ‏ ونادي بوا إيسبورت.

## وصلات خارجية
- لوتشيانو كزافييه لشبونة على موقع Soccerway.com (الإنجليزية)